# Université en Belgique
Les universités de Belgique sont soit francophones, soit néerlandophones. Certaines universités francophones proposent des facilités aux germanophones (comme la possibilité de passer l'examen d'entrée aux études d'ingénieur en allemand).

## Universités francophones
Selon la Communauté française de Belgique, il y a cinq universités francophones en Belgique :
| Université | Nom complet                      | Campus |
| ---------- | -------------------------------- | --- |
| UCLouvain  | Université catholique de Louvain | - Louvain-la-Neuve - UCLouvain Bruxelles Woluwe - UCLouvain Saint-Louis Bruxelles (autonome) - UCLouvain Saint-Gilles - UCLouvain FUCaM Mons - UCLouvain Tournai - UCLouvain Charleroi |
| ULB        | Université libre de Bruxelles    | |
| ULiège     | Université de Liège              | - Liège - Gembloux Agro-Bio Tech - Arlon Campus Environnement |
| UMons      | Université de Mons               | - Mons - Charleroi |
| UNamur     | Université de Namur              | |

L'UCLouvain Saint-Louis Bruxelles, bien que fusionnée avec l'Université catholique de Louvain au sein de la nouvelle UCLouvain, demeure inscrite dans la liste des universités de la Fédération Wallonie-Bruxelles.

### Pôles
Il y a cinq pôles académiques en Fédération Wallonie-Bruxelles :
1. Pôle académique Liège-Luxembourg autour de l'Université de Liège (ULiège) ;
2. Pôle académique Louvain (en Brabant wallon) autour de l'UCLouvain.
3. Pôle académique de Bruxelles associant l'ULB et l'UCLouvain (sites de Woluwe, de Saint-Gilles et de Saint-Louis Bruxelles).
4. Pôle académique hennuyer associant l'UMons et l'UCLouvain (sites de Mons, Charleroi et Tournai).
5. Pôle académique de Namur autour de l'UNamur, contenant Gembloux-Agro-Bio Tech (ULiège).

### Zones
Il y a trois zones en Fédération Wallonie-Bruxelles :
1. Zone académique Liège-Luxembourg-Namur associant l'Université de Liège (ULiège) et l'UNamur ;
2. Zone académique de Bruxelles-Brabant wallon associant l'ULB, l'UCLouvain (dont le site autonome Saint-Louis Bruxelles).
3. Zone académique Hainaut, qui correspond au pôle hainuyer associant l'UMons et l'UCLouvain FUCaM Mons.

### Anciennes académies
Avant l'adoption du décret du 7 novembre 2013, dit "Décret Paysage", il y avait trois académies de langue française en Belgique. Depuis l'adoption dudit décret - qui réforme entièrement la structure et l'organisation de l'enseignement supérieur en Communauté française de Belgique -, celles-ci ont été remplacées par les pôles et les zones:
1. L'académie universitaire « Wallonie-Bruxelles », associant l'ULB et l'UMons (FPMs et l'UMH avant leur fusion en 2009);
2. L'académie universitaire « Wallonie-Europe », autour de l'Université de Liège (ULiège) et incluant la Fondation universitaire luxembourgeoise et la FUSAGx avant leur intégration à l'ULiège ;
3. L'académie universitaire « Louvain », associant l'UCLouvain, l'UNamur, l'Université Saint-Louis - Bruxelles et les FUCaM avant leur intégration à l'UCLouvain en 2011.

Dès 2013, elles sont remplacées par l'unique Académie de recherche et d'enseignement supérieur (ARES), les zones et les pôles.

## Universités néerlandophones
| Université | Nom complet                                | Notes |
| ---------- | ------------------------------------------ | --- |
| KU Leuven  | Katholieke Universiteit te Leuven          | indépendante de l'Université catholique de Louvain depuis 1968 (Louvain, Courtrai, Bruxelles, Anvers, Gand, Bruges, Geel, Ostende, Diepenbeek, Sainte-Catherine-Wavre et Alost) |
| UAntwerpen | Universiteit Antwerpen                     | |
| VUB        | Vrije Universiteit Brussel                 | indépendante de l'Université libre de Bruxelles depuis 1971 |
| UGent      | Universiteit Gent                          | |
| UHasselt   | Universiteit Hasselt                       | |
| ETF        | Evangelische Theologische Faculteit Leuven | |

Bien que leurs noms aient la même signification, l'ULB est depuis 1970 une entité entièrement distincte de la VUB, et de même l'UCLouvain par rapport à la KU Leuven, bien que ces quatre institutions puisent leur personnalité juridique sui generis d'une même loi datant de 1911.

## Institutions universitaires bilingues
- ERM, École royale militaire / KMS, Koninklijke Militaire School (Bruxelles) ; relevant de l'État fédéral.
- FUTP, Faculté universitaire de théologie protestante / UFPG, Universitaire Faculteit voor Protestantse Godgeleerdheid (Bruxelles) ; institution privée dont les diplômes et grades sont reconnus par arrêté royal.

## Localisation
Localisation des rectorats universitaires
| UCLouvain UNamur ULiège UMons ULB ERM USL-B VUB KU Leuven UHasselt UAntwerpen UGent |

## Histoire
Au Moyen Âge, à partir de 1425, la ville de Louvain eut une université : l'université de Louvain. En 1517, le Collegium Trilingue fut fondé à Louvain, d'abord indépendant il finit par devenir un des collèges de l'université de Louvain. Cette dernière fut supprimée en 1797, lorsque les territoires de l'actuelle Belgique faisaient partie de la République française sous le Directoire à la suite du projet de modernisation de l'enseignement en France en application du décret de la Convention du 15 septembre 1793 qui supprimait tous les collèges et universités de la République. Elle est remplacée par l'École centrale de Bruxelles supprimée en 1802 et suivie à partir de 1806 par l'université impériale à Bruxelles. Cette dernière fut supprimée en 1817  et remplacée par l'Université d'État de Louvain où de nombreux professeurs de l'ancienne université de Louvain ont repris leur enseignement.
De 1525 à 1530, Tournai eut également sa propre université : l'Université de Tournai.
En 1817, les trois universités d'État furent alors fondées lors du royaume uni des Pays-Bas (Gand, Louvain, suppriée en 1835, et Liège). À l'origine, elles avaient comme langue officielle d'enseignement le latin. En 1830 après la création du royaume de Belgique ces trois universités furent maintenues et devinrent toutes francophones. Tout comme la nouvelle Université catholique de Belgique, fondée à Malines en 1834 par les évêques de Belgique, provocant de nombreuses émeutes, et qui en 1835, pris la place de l'Université d'État de Louvain.
Mais les revendications flamandes exigeant une reconnaissance officielle de leur langue à égalité avec le français, les universités de Flandre devinrent dès le début du XXe siècle, peu à peu néerlandophones.
D'abord entre 1923 et 1930 l'Université de Gand ferma progressivement ses facultés d'enseignement en français.
À partir de 1963 à l'université libre de Bruxelles presque toutes les facultés commencent à donner des cours en néerlandais. Ces facultés se constituèrent ensuite en université indépendante néerlandophone qui se sépara finalement de l’ULB le 1er octobre 1969 sous le nom de Vrije Universiteit Brussel.
Ensuite en 1968 après de nombreuses manifestations l'Université catholique de Louvain (voir Affaire de Louvain) s'est scindée en une université néerlandophone restée à Louvain (Leuven en néerlandais) (Katholieke Universiteit Leuven) et une université francophone fondée à Louvain la Neuve, en Wallonie, et à Bruxelles, l'UCL.

### Évolution du nombre d'étudiants dans les universités francophones
Graphique représentant le nombre d'étudiants par université depuis l'année académique 1995-1996 jusqu'à l'année 2021-2022 (situation en juin), incluant les anciennes institutions universitaires ayant intégré ou fusionné avec d'autres universités.
Pour des raisons techniques, il est temporairement impossible d'afficher le graphique qui aurait dû être présenté ici.

## Statut juridique
Le terme « université » (« universiteit » en néerlandais) est protégé par la loi. De ce fait toutes les universités présentes en Belgique sont reconnues par les autorités communautaires : elles relèvent toutes de l'enseignement public ou libre subventionné.
Les universités publiques relèvent directement des communautés (les deux universités historiquement « d'État » : ULiège & UGent, ainsi que trois universités fondées plus récemment par différentes fusions : UMons, UA, UHasselt). Elles prennent la forme juridique d'établissement public. Il n'existe plus d'universités relevant de l'enseignement public subventionné (villes, communes ou provinces).
Quatre importantes universités relevant de l'enseignement libre tiennent sous une forme juridique sui generis d'« université », établie par une loi spécifique datant de 1911 : l'UCLouvain et l'ULB, ainsi que leurs équivalents néerlandophones KU Leuven et VUB. Il s'agit de personnalités morales particulières de droit privé mais établies unilatéralement par une loi du Parlement. En Communauté française de Belgique, elles sont considérées comme une forme particulière d'organisations parastatales semi-publiques.
Les autres universités libres, toutes catholiques, prennent la forme d'associations sans but lucratif de droit privé : l'UNamur et l'USL-B.
Peu importe la forme de leur personnalité juridique, toutes les institutions universitaires sont régies par les mêmes instances (l'ARES en Communauté française), décrets (le Décret paysage en Communauté française) et systèmes de financement (bien que ces financements diffèrent selon le statut libre ou pleinement public de l'université). Leurs diplômes et grades sont conférés par la Communauté.